# Massacre de Drakeia
Le massacre de Drakeia (grec moderne : Η σφαγή της Δράκειας) est une exécution de masse de 115 hommes par des SS dans le village de Drakeia, situé sur le mont Pélion, en Thessalie, le 18 décembre 1943. 
Le massacre se fait dans le cadre de représailles des nazis contre les résistants en Grèce occupée,. Un hommage à la mémoire des victimes est tenu dans la région chaque année, en présence des membres du Parlement grec et du président de la Grèce.